# Żmigród
Żmigród este un oraș în Polonia.